# فريدريك اندروز
فريدريك اندروز (10 يوليو 1905 - 10 أغسطس 1983 في نيوزيلندا) (بالإنجليزية: Frederick Andrews)‏ هو لاعب كريكت نيوزلندي.

## وصلات خارجية
- فريدريك اندروز على موقع إي آس بي آن كريك إنفو (الإنجليزية)